# 南五個荘村
南五個荘村（みなみごかしょうむら）は、滋賀県神崎郡にあった村。現在の東近江市の北西部、繖山の東麓一帯にあたる。役場は当初金堂に置かれ、のちに塚本に移された（現在の肥田電器滋賀工場）。近江商人の発祥地であり、豪家が建ち並ぶ富裕な村だった。

## 地理
- 山岳：繖山
- 河川：瓜生川、三田川

## 歴史
- 1889年（明治22年）4月1日 - 町村制の施行により、金堂村・石川村・塚本村・川並村・石馬寺村・七里村・下日吉村の区域をもって発足。
- 1955年（昭和30年）1月1日 - 旭村・北五個荘村および蒲生郡安土町の一部（大字清水鼻）と合併して神崎郡五個荘町が発足。同日南五個荘村廃止。

## 経済
農業
『大日本篤農家名鑑』によると、南五個荘村の篤農家は「大橋宇兵衛、外村市郎兵衛、山村幸太郎、山村平八、中村治郎兵衛、外村粂次郎」などがいた。

## 出身・ゆかりのある人物
- 外村繁（小説家）